# Walterhill
Walterhill – jednostka osadnicza w Stanach Zjednoczonych, w stanie Tennessee, w hrabstwie Rutherford.